# مقصد بهار (فیلم ۱۹۶۸)
خاطرات یک زن (مقصد بهار) (به هندی: Baharon Ki Manzil) فیلمی محصول سال ۱۹۶۸ و به کارگردانی یاکوب حسن ریضوی است. در این فیلم بازیگرانی همچون مینا کوماری، درمندرا، رحمان، فریده جلال ایفای نقش کرده‌اند.